# NGC 1966
NGC 1966 ist ein Emissionsnebel mit einem eingebetteten offenen Sternhaufen in der Großen Magellanschen Wolke im Sternbild Schwertfisch. Das Objekt, sowie NGC 1962, NGC 1965 und NGC 1970 im New General Catalogue sind Teile des LH 58-Komplexes.
Der Sternhaufen wurde am 31. Januar 1835 von dem Astronomen John Herschel entdeckt.